# Nicomédie

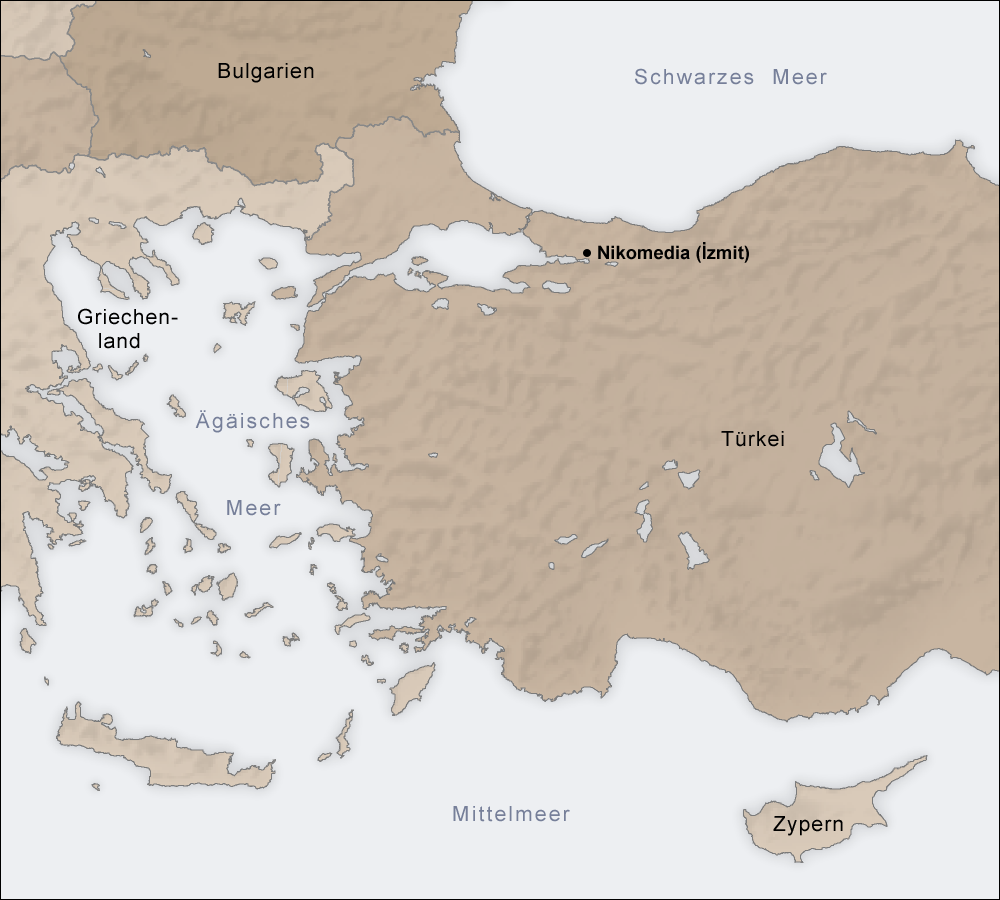
Localisation dans les frontières actuelles.

Nicomédie (en grec ancien Νικομήδεια / Nikomếdeia) est une ville d'Asie Mineure, capitale du royaume de Bithynie. Elle se trouve aujourd’hui en Turquie et s'appelle Izmit. Hannibal s'y donna la mort en 183 av. J.-C. et l'historien Arrien y naquit vers 90 ap. J.-C.. Elle fut la capitale des empereurs Dioclétien et Constantin.

## Histoire

### Une cité romaine en Bithynie
Nicomédie fut fondée en 264 av. J.-C. par le roi Nicomède Ier sur le site de l'ancienne cité d'Olbia également connue sous le nom d'Astacos, colonie de Mégare détruite par Lysimaque.
Sous l'Empire romain, Nicomédie devient une colonie et la capitale de la province romaine de Bithynie, située sur la mer Noire. En 111, la ville est gravement endommagée par un grand incendie, qui cause de nombreuses victimes, en raison de l'absence de service de lutte contre les incendies. À la suite de cette catastrophe, Pline le Jeune, gouverneur de la province, soumet un rapport à l'empereur Trajan (98-117) pour réclamer des moyens et la création d'une association de pompiers de 150 hommes. Trajan, cependant, rejette cette demande, craignant que de telles associations ne deviennent des foyers d'opposition politique : « N'oublie pas que ta province est la proie d'une société de ce genre. Quel que soit le nom, quelle que soit la destination que nous voulons donner à des hommes réunis en un corps, cela donne lieu, dans tous les cas et rapidement, à des hétairies ». Trajan refuse cette requête en pensant privilégier la stabilité politique malgré le risque d'incendie.
Dioclétien y établit sa résidence, suivi ensuite par Constantin. Elle est également le siège d'un atelier monétaire. La ville atteint son apogée dans l’Antiquité tardive, comme capitale impériale de Dioclétien et résidence fréquente de Constantin qui s’y fait baptiser sur son lit de mort. On y trouve une manufacture d’armes, un atelier de frappe de monnaie et de nombreux monuments civils et religieux. Après la fondation de Constantinople, elle reste néanmoins une capitale provinciale importante. L’orateur Libanios y dirige une école de rhétorique avant de s’établir à Antioche. Deux séismes en 358 et 363 éprouvent durement la ville et endommagent l’enceinte construite par Dioclétien, probablement abandonnée avant le VIIe siècle. Malgré la sollicitude impériale renouvelée aux Ve et VIe siècles, elle ne retrouve pas son rang, et voit son rôle régional concurrencé par celui de Nicée, particulièrement dans le domaine ecclésiastique.

### Invasions et catastrophes naturelles (VIIeetVIIIesiècles)
Des catastrophes frappent la région aux VIIe et VIIIe siècles : invasions perse et arabe, rébellions, séisme de 740, retour de peste de 747. Elles ont certainement des effets négatifs sur la ville, que les sources ne permettent pas de préciser. Elle est alors mentionnée essentiellement comme une base militaire, disputée entre Artavasde et Constantin V en 743. Elle est attaquée par le rebelle Bardanès en 803, et par le Paulicien Chrysocheir en 869.
Vers 845, le géographe arabe Ibn Hurdadbeh décrit une ville en ruines mais continuant de servir de station sur la route impériale vers Constantinople : la citation suggère que l’essentiel de la ville antique, et notamment ses quartiers portuaires, sont à l’abandon, alors que la population s’est retirée sur l’acropole fortifiée, le kastron byzantin. La ville ne survit que comme base militaire, capitale du thème des Optimates, centre administratif civil et métropole ecclésiastique. Un percepteur d'impôts du golfe de Nicomédie est cité dans la Vie d’Étienne le Jeune vers 750-760, des sceaux de commerciaires sont datés des VIIe et IXe siècles. L’évêque iconophile Théophylacte, entre 800 et 815 (date à laquelle il est exilé à Strobilos (en) pour ses positions contre l’iconoclasme), y fait construire une église dédiée aux saints Côme et Damien ainsi qu’un hôpital. La ville est aussi dotée d’un xénodocheion, connu par le sceau du spathaire impérial qui le dirige.

### Retour de la paix (XeetXIesiècles)
Un retour durable de la paix s'opère aux Xe et XIe siècles et permet à Nicomédie de prospérer, notamment comme centre d’une des régions productrices clefs pour l’approvisionnement de Constantinople. En témoignent l’existence d’un grenier public (attesté par un sceau d’hôrreiarios) et surtout un règlement du Livre de l’Éparque (ch. 15.3) interdisant aux bouchers d’acheter leur viande dans cette ville, et leur prescrivant d’obtenir de meilleurs prix en allant à la rencontre des producteurs au-delà du Sangarios.
Une perte graduelle de contrôle de l’Asie Mineure à la fin du XIe siècle renforce le rôle stratégique de Nicomédie, qui s'affirme comme la principale base arrière des campagnes d’Alexis Ier Comnène pour défendre la côte asiatique contre les Turcs. Ces derniers, qui étaient déjà brièvement entrés à Nicomédie comme alliés de Nicéphore III Botaniatès en 1078, s’en emparent en 1087, mais Alexis la reconquiert en 1090. La ville sert régulièrement dans les décennies suivantes d’étape aux Croisés, notamment en 1096-1097 et 1147 : les historiens de ces deux premières croisades, respectivement Étienne de Blois et Odon de Deuil, sont frappés à leur tour par le paysage désolé qu’offrent les ruines antiques. 
Nicomédie demeure toutefois une base militaire essentielle pour Alexis (en 1116) et ses successeurs (Manuel Ier en 1179) dans leurs campagnes renouvelées contre les Turcs. En 1204, Nicomédie est au centre des disputes entre les prétendants aux dépouilles de l’Empire, Théodore Lascaris, David Comnène et les Latins, qui en prennent le contrôle en 1206.
La ville est réduite à la fin du XIe siècle à l’acropole, un rectangle fortifié de 200 à 300 m de long sur 150 m de large, séparé de la côte par les vestiges abandonnés du site antique. L’appareil des remparts permettrait de les dater de la période Comnène, probablement du règne de Manuel Ier. On ne connaît guère des autres monuments byzantins qu’une église Sainte-Sophie, fortifiée par Thierry de Loos en 1206, probablement l'une des principales églises de la ville : cette opération semble impliquer que la forteresse byzantine n’était plus en état d’être défendue.